# Deroplia gemina
Deroplia gemina är en skalbaggsart som först beskrevs av Francis Polkinghorne Pascoe 1888.  Deroplia gemina ingår i släktet Deroplia och familjen långhorningar. Inga underarter finns listade i Catalogue of Life.